# Ruralismo
Il ruralismo (chiamato anche agrarianesimo o agrarianismo) è un'ideologia propria dei partiti e dei movimenti un tempo agrari e/o contadini, nonché delle filosofie e teorie che pongono l'agricoltura e la campagna alla base della società (come la fisiocrazia, la decrescita, il georgismo, il socialismo agrario, l'economia di sussistenza, il distributismo o il pensiero rousseauiano).
Il ruralismo, collocabile nel filone del pensiero filosofico tradizionalista, non è un movimento politico-culturale omogeneo. Ruralisti, infatti, sono partiti politici sia progressisti che conservatori.

## Storia del ruralismo politico
Durante la prima guerra mondiale, si parlò di un ruralismo come concessione risarcimentaria governativa ai soldati contadini che avevano combattuto per la patria.
Il ruralismo è chiaramente condizionato dalla presenza nel Paese di una parte consistente di operatori del settore primario (pesca, allevamento, agricoltura). Non è un caso che, soprattutto in Europa, i partiti agrari abbiano avuto una forte diffusione fino agli anni '30 e '40 (ad esempio, il Partito dei Contadini in Irlanda e la Lega dei Contadini Bavaresi in Germania), fino a quando, cioè, l'industrializzazione non ha cominciato a prendere piede in modo massiccio. I partiti agrari sono pertanto di difficile collocazione ideologica. 
Spesso i partiti agrari hanno rappresentato l'opposizione ai partiti marxisti nei paesi dell'Europa centro-orientale (ad esempio, il Partito Rurale Croato), in quanto sostenitori della proprietà privata. Siccome gran parte di questi paesi nel secondo dopoguerra entrò nella sfera di influenza sovietica, e in alcuni di essi venne mantenuto formalmente il multipartitismo, partiti come il Partito Democratico Rurale nella Repubblica Democratica Tedesca divennero alleati della leadership comunista al potere e avevano lo scopo di conquistare il consenso dei contadini al socialismo reale. In altri casi infine (Partito Agrario di Russia) sono nati come derivazione dei partiti comunisti al potere, che volevano consolidare la propria presenza nelle masse contadine.  
Il ruralismo si lega spesso anche all'ispirazione religiosa (ad esempio, il Partito Popolare Polacco) e, da questa, trae molti valori (ad esempio, la tutela della famiglia tradizionale). Il ruralismo ha molti punti di contatto anche con i partiti populisti e con quelli regionalisti ed autonomisti. Di parte politica e filosofica decisamente opposta era il ruralismo di stampo nazista nella Germania degli anni '30. Secondo tale accezione, in polemica antiurbana ed anticapitalista, il ruralismo era alla base di un razzismo biologista: agricoltura e mondo rurale sarebbero dovuti diventare luogo e mezzo per un rinnovamento razziale e biologico del popolo tedesco, con il contadino come custode e riproduttore ideale, come sintetizzato da Walther Darré nel suo Blut und Bodel (Sangue e suolo).
Anche il fascismo italiano promosse una linea ideologica e sociale ruralista, tesa ad esaltare i valori della vita di campagna e del lavoro rurale. La battaglia del grano, voluta da Mussolini, fece parte di tale strategia. Un motto del fascismo che riassume la mentalità ruralista e bellicista del regime mussoliniano fu È l'aratro che traccia il solco, ma è la spada che lo difende.
Dagli anni '80 in poi, molti partiti agrari sono entrati a far parte di partiti conservatori (Centro Nazionale degli Indipendenti e dei Contadini, confluito nell'UMP francese e poi nell'UDI) o socialisti, oppure hanno cambiato la propria denominazione (ad esempio, l'Unione agraria finlandese, ora Partito di Centro; il Partito agrario norvegese, ora Partito di Centro), assumendo spesso posizioni moderate e centriste. Non mancano partiti agrari che si sono avvicinati alle posizioni ambientaliste (ad esempio, il Partito Agrario Ambientalista albanese e l'Unione dei Contadini e dei Verdi di Lituania).
Attualmente il ruralismo è rivendicato da parte dell'area ambientalista o ecologista. Questo ruralismo è fondato sulla territorializzazione, sull'autoproduzione (di energia, cibo, conoscenza, senso, istituzioni sociali) in chiave antiborghese, anti-individualistica, anti-industriale, anti-scientifica.

## Definizione
Nell'introduzione del libro Ruralismo nella letteratura americana di M. Thomas Inge, l'autore definisce il ruralismo attraverso i seguenti principi fondamentali:
- La coltivazione del suolo permette un contatto diretto con la natura; attraverso il contatto con la natura, il rurale acquista le virtù di onore, virilità, autostima, coraggio, integrità morale ed ospitalità.
- Il coltivatore ha un senso d'identità, un senso di tradizione storica e religiosa, un sentimento d'appartenenza ad una famiglia, ad un luogo e ad una regione concreti, i quali sono psicologicamente e culturalmente benefici. L'armonia nella sua vita controlla le intrusioni della società moderna, frammentaria ed alienata, che si è sviluppata in una scala disumana.
- In contrasto, l'agricoltura offre maggiore indipendenza ed autosufficienza. Essa ha una posizione solida e stabile nell'ordine mondiale. Al contrario, la vita urbana, il capitalismo e la tecnologia distruggono l'indipendenza e la dignità, mentre incoraggiano il vizio e la debolezza. La comunità agricola può provvedere a controllare e bilanciare gli squilibri della società moderna attraverso l'unione del lavoro e della cooperazione con gli altri agricoltori, i quali seguono i ritmi della natura.